# Municipio de Templeton
El municipio de Templeton (en inglés: Templeton Township) es un municipio ubicado en el condado de Atchison en el estado estadounidense de Misuri. En el año 2010 tenía una población de 79 habitantes y una densidad poblacional de 1,2 personas por km².

## Geografía
El municipio de Templeton se encuentra ubicado en las coordenadas 40°24′2″N 95°36′29″O / 40.40056, -95.60806. Según la Oficina del Censo de los Estados Unidos, el municipio tiene una superficie total de 65.64 km², de la cual 64,33 km² corresponden a tierra firme y (2 %) 1.31 km² es agua.

## Demografía
Según el censo de 2010, había 79 personas residiendo en el municipio de Templeton. La densidad de población era de 1,2 hab./km². De los 79 habitantes, el municipio de Templeton estaba compuesto por el 100 % blancos. Del total de la población el 0 % eran hispanos o latinos de cualquier raza.